# Luqa

Luqa é um povoado da ilha de Malta em Malta.